# Battaglia di Chalk Bluff
La battaglia di Chalk Bluff
La battaglia di Chalk Bluff è stata un episodio della guerra di secessione americana durante la quale il brigadiere generale nordista William Vandever (comandante della seconda divisione dell'Armata della Frontiera) venne respinto nel tentativo di impedire alla cavalleria sudista del brigadiere generale Marmaduke di attraversare il fiume Saint Francis. Nonostante ciò Vandever inflisse pesanti perdite alle truppe di Marmaduke che fu così costretto a sospendere la sua seconda spedizione in Missouri e a fare ritorno in Arkansas.

## Contesto
Il 27 aprile 1863, a seguito della sconfitta subita nella battaglia di Cape Girardeau, Marmaduke iniziò a ritirarsi verso Helena (Arkansas), inseguito dalle forze nordiste di Vandever.
Marmaduke incaricò la sua retroguardia di proteggere il lavoro dei suoi uomini mentre questi costruivano un ponte per attraversare il fiume. La retroguardia costruì dunque delle trincee nel tentativo di fermare l'attacco nordista.

## La battaglia
Il 1º maggio 1863 Vandever raggiunse i sudisti e, nonostante una battaglia durata quasi due giorni, non riuscì ad impedire che gli uomini di Marmaduke attraversassero il Saint Francis.
Tuttavia i sudisti subirono forti perdite e dunque Marmaduke dovette porre fine alla spedizione in Missouri e a ritirarsi verso il suo campo base in Arkansas.